# Cranes
Cranes — британская группа, основанная в 1989 году, чей стиль можно условно описать как «готический минимализм». В 1997 году группа распалась на 3 года. В 2000 музыканты вновь воссоединились и в следующем году выпустили альбом Future Songs.

## Участники группы

### Текущие участники
- Элисон Шоу — вокал, бас-гитара, акустическая гитара (1989—1997, 2000 — настоящее время)
- Джим Шоу — гитара, бас-гитара, клавишные, ударные (1989—1997, 2000 — настоящее время)
- Пол Смит — гитара, клавишные (1995—1997, 2000 — настоящее время)
- Бен Бэкстер — бас-гитара (2000 — настоящее время)
- Джон Келлендер — ударные (2000 — настоящее время)

### Бывшие участники
- Марк Фрэнком — гитара, бас-гитара, клавишные (1989—1997)
- Мэтт Коуп — гитара (1989—1997)
- Ману Росс — ударные (1996—1997)

## Дискография

### Альбомы
- Fuse (1986)
- Self-Non-Self (1989)
- Wings of Joy (1991)
- Forever (1993)
- Loved (1994)
- La tragédie d’Oreste et Électre (1996)
- Population 4 (1997)
- EP Collection, Vol. 1 & 2 (1997)
- Future Songs (2001)
- Live in Italy (2003)
- Particles & Waves (2004)
- Live at Paradiso 1991 (2007)
- Cranes (2008)
- Fuse (2024)

### Синглы и мини-альбомы
- Inescapable (1990)
- Espero (1990)
- Adoration (1991)
- Tomorrow’s Tears (1991)
- Adrift (1993)
- Jewel (1993)
- Forever Remixes (1993)
- Shining Road (1994)
- Can’t Get Free (1997)
- Submarine (2002)
- The Moon City/It’s a Beautiful World (7", 2002)